# Teleonomía
La teleonomía es un término ideado por Jacques Monod que se refiere a la calidad de propósito aparente y de orientación a objetivos de las estructuras y funciones de los organismos vivos, la cual deriva de su historia y de su adaptación evolutiva para el éxito reproductivo.
El término fue acuñado por Monod por contraposición al de teleología (aplicable a finalidades que son planeadas por un agente que pueda internamente modelar o imaginar varios futuros alternativos, proceso en el cual tiene cabida la intención, el propósito y la previsión) alrededor de 1970 y expuesto en su libro El azar y la necesidad. Un proceso teleonómico, sin embargo, como podría entenderse por ejemplo la propia evolución, da lugar a productos complejos sin contar con esa guía o previsión. La evolución comprende en gran parte la retrospección, pues las variaciones que la componen efectúan involuntariamente “predicciones” sobre las estructuras y funciones que mejor pueden hacer frente a circunstancias futuras, participando en una competición que elimine a los perdedores y seleccione a los ganadores para la generación siguiente. 
A medida que se acumula información sobre las funciones y las estructuras más beneficiosas, se produce la regeneración del entorno mediante la selección de las coaliciones más aptas de estructuras y funciones. La teleonomía, en ese sentido, estaría más relacionada con efectos pasados que con propósitos inmediatos.